# Gentiana szechenyii
Gentiana szechenyii là một loài thực vật có hoa trong họ Long đởm. Loài này được Kanitz mô tả khoa học đầu tiên năm 1891.